# DSA-359
La DSA-359 es una carretera perteneciente a la Red Secundaria de la Diputación Provincial de Salamanca, que une la carretera  CL-526  con el Límite de la C. A. de Extremadura en la provincia de Salamanca.
Atraviesa las localidades de Pastores y Martiago.

## Origen y Destino
La carretera  DSA-359  tiene su origen en la intersección con la carretera  CL-526  a su paso por el término municipal de Ciudad Rodrigo y termina en el Límite de la C. A. de Extremadura en el término municipal de Martiago, continuando por la carretera  CC-115 , formando parte de la Red de carreteras de Salamanca.